# Cruachan
Cruachan je irská celtic/folkmetalová kapela založené roku 1992 Keithem Fayem po rozpadu kapely Minas Tirith.
Cruachan míchá keltskou hudbu, historii a mytologii s black metalem. Blackmetalové vlivy v jejich hudbě každopádně postupně slábly a mnoho fanoušků považuje za blackmetalové pouze první album Tuatha Na Gael. Jejich současná hudba je velmi melodická, s měkčími vokály, na nichž má zásluhu Karen Gilliganová, která vstoupila do kapely po vydání Tuatha Na Gael. Blackmetalové prvky zůstávají v některých písních, například hlavní vokály v titulní písni alba Pagan.
Název Cruachan pravděpodobně pochází od stejnojmenného starobylého města, které bylo hlavním městem irského království Connacht.
Mnoho písní odkazuje na historii tohoto království, jako Cattle Raid of Cooley, což je událost z irské mytologie. Texty Cruachan také odkazují na vikinskou éru, invaze Vikingů do Irska a porážku Dublinských Vikingů v bitvě u Clontarfu Brianem Boruem. Další písně hovoří o dalších událostech irské historie, například takzvaných The Troubles, a irských mýtech a legendách. Některé písně také stojí na motivech z Tolkienových děl, např. The Fall Of Gondolin z alba Tuatha Na Gael a Sauron z Ride On. Cruachan se obecně stylizují do podoby novodobých bardů a vypravěčů.
Shane MacGowan z The Pogues se objevil v písni 'Ride On' na stejnojmenném singlu v roce 2001 i v digipakové verzi alba Folk-Lore.

## Diskografie
- Tuatha Na Gael (1995, znovu vydáno 2001)
- The Middle Kingdom (2000)
- Folk-Lore (2002)
- Ride On (Singl, 2001)
- A Celtic Trilogy (2002)
- Pagan (2004)
- The Morrigan's Call (2006)
- A Celtic Legacy (2007)
- Blood On The Black Robe (2011)
- Blood For The Blood God (2014)

## Členové
- Keith Fay
- Karen Gilligan
- John Clohessy
- John Ryan
- Colin Purcell (nejnovější člen)

### Bývalí členové
- Joe Farrell
- Jay Brennan
- Collette Uí Fathaigh
- Leon Bias
- Aisling Hanrahan
- John Ó Fathaigh
- Joanne Hennessy
- Steven Anderson
- Jay O' Neill
- Steven Coleman
- Declan Cassidy
- Paul Kearns
- Edward Gilbert